# Попова Гора (Владимирская область)
Попова Гора — упразднённая деревня в Александровском районе Владимирской области России.

## География
Урочище находится в северо-западной части области, в зоне хвойно-широколиственных лесов, на левом берегу реки Киржелки, на расстоянии примерно 24 километров (по прямой) к северо-западу от города Александрова, административного центра района.

### Климат
Климат характеризуется как умеренно континентальный, с умеренно тёплым летом, холодной зимой, короткой весной и облачной, часто дождливой осенью. Среднегодовая температура воздуха — +3,4 °C. Годовое количество атмосферных осадков — 549 миллиметров, из которых большая часть выпадает в тёплый период.

## История
В «Списке населенных мест Владимирской губернии по сведениям 1859 года» населённый пункт упомянут как владельческая деревня Петрецово Переславского уезда, расположенная при колодцах, в 30 верстах от уездного города. В деревне насчитывалось 9 дворов и проживало 49 человек (28 мужчин и 31 женщина).
По состоянию на 1905 год, в Поповой Горе имелось 20 дворов и проживало 97 человек. В административном отношении деревня входила в состав Вишняковской волости.
В советское время входила в состав Дуденевского сельсовета Александровского района (в период с 1941 до 1965 годы — в составе Струнинского района). Упразднена решением облисполкома № 117 от 3 февраля 1971 года как фактически не существующая.